# Divizia A (2001/2002)
Divizia A (2001/2002) – 84. sezon najwyższej klasy rozgrywkowej piłki nożnej w Rumunii. W rozgrywkach brało udział 16 zespołów, grając systemem kołowym w 2 rundach. Tytułu nie obroniła drużyna Steaua Bukareszt. Nowym mistrzem Rumunii został zespół Dinamo Bukareszt. Tytuł króla strzelców zdobył Cătălin Cursaru, który w barwach klubu FCM Bacău strzelił 17 goli.

## Tabela końcowa
| Lp. | Drużyna                      | M  | Z  | R  | P  | Bramki | Bramki | Różn. | Pkt | Uwagi                                        | Bezpośrednio            |
| --- | ---------------------------- | -- | -- | -- | -- | ------ | ------ | ----- | --- | -------------------------------------------- | ----------------------- |
| 1   | Dinamo Bukareszt (M)         | 30 | 17 | 9  | 4  | 63     | 33     | +30   | 60  | Liga Mistrzów UEFA • II runda kwalifikacyjna |                         |
| 2   | Național Bukareszt           | 30 | 16 | 10 | 4  | 44     | 20     | +24   | 58  | Puchar UEFA • Runda kwalifikacyjna           |                         |
| 3   | Rapid Bukareszt              | 30 | 15 | 6  | 9  | 50     | 31     | +19   | 50  | Puchar UEFA • Runda kwalifikacyjna           | RAP 3-0 STE STE 2-1 RAP |
| 4   | Steaua Bukareszt             | 30 | 15 | 5  | 10 | 47     | 31     | +16   | 50  |                                              | RAP 3-0 STE STE 2-1 RAP |
| 5   | Oțelul Gałacz                | 30 | 14 | 7  | 9  | 34     | 24     | +10   | 49  |                                              |                         |
| 6   | FCM Bacău                    | 30 | 14 | 4  | 12 | 43     | 40     | +3    | 46  |                                              |                         |
| 7   | CS Universitatea Craiova     | 30 | 12 | 8  | 10 | 40     | 35     | +5    | 44  |                                              |                         |
| 8   | Ceahlăul                     | 30 | 13 | 4  | 13 | 35     | 37     | −2    | 43  |                                              |                         |
| 9   | Gloria Bystrzyca             | 30 | 13 | 2  | 15 | 29     | 41     | −12   | 41  | Puchar Intertoto • I runda                   |                         |
| 10  | Argeș Pitești                | 30 | 11 | 7  | 12 | 36     | 39     | −3    | 40  |                                              |                         |
| 11  | FC Brașov                    | 30 | 10 | 9  | 11 | 33     | 34     | −1    | 39  |                                              |                         |
| 12  | Astra Ploeszti               | 30 | 9  | 10 | 11 | 29     | 28     | +1    | 37  |                                              |                         |
| 13  | Sportul Studențesc Bukareszt | 30 | 9  | 7  | 14 | 40     | 53     | −13   | 34  | Kwalifikacja do                              |                         |
| 14  | Farul Konstanca              | 30 | 8  | 8  | 14 | 32     | 44     | −12   | 32  | Kwalifikacja do                              |                         |
| 15  | Petrolul Ploeszti (S)        | 30 | 5  | 10 | 15 | 30     | 48     | −18   | 25  | Spadek do                                    |                         |
| 16  | UM Timișoara (S)             | 30 | 3  | 6  | 21 | 24     | 71     | −47   | 15  | Spadek do                                    |                         |